# The Madcap Queen of Gredshoffen
The Madcap Queen of Gredshoffen est un film muet américain réalisé par Francis Ford et sorti en 1915.

## Fiche technique
- Réalisation : Francis Ford
- Scénario : Grace Cunard
- Durée : 20 minutes
- Date de sortie : États-Unis : 26 janvier 1915

## Distribution
- Francis Ford
- Grace Cunard